# Leon D. Epstein
Leon David Epstein (* 29. Mai 1919 in Milwaukee; † 1. August 2006) war ein US-amerikanischer Politikwissenschaftler, der als Professor an der University of Wisconsin–Madison lehrte und 1978/79 als Präsident der American Political Science Association (APSA) amtierte.
Epstein machte 1940 das Bachelor-Examen (Wirtschaftswissenschaften) an der University of Wisconsin–Madison und 1941 den Master-Abschluss. Danach leistete er seinen Militärdienst ab, war zwei Jahre in Großbritannien und konnte nach dessen Beendigung ein Semester in Oxford studieren. Seine Promotion zum Ph.D. folgte 1948 an der University of Chicago. Danach nahm er einen einjährigen Lehrauftrag an der University of Oregon und kehrte dann nach Madison zurück, wo er bis zu seiner Pensionierung 1988 als Professor blieb. 
1981 wurde Epstein in die American Academy of Arts and Sciences gewählt.

## Schriften (Auswahl)
- Governing the university. Jossey-Bass Publishers, San Francisco 1974, ISBN 0-875-89215-9.
- Political parties in Western democracies. Praeger, New York 1967 (4. ed. 2000, Transaction Publ, New Brunswick 2000, ISBN 0-87855-716-4).
- British politics in the Suez crisis. University of Illinois Press, Urbana 1964.
- Politics in Wisconsin. University of Wisconsin Press, Madison 1958.
- Britain - uneasy ally. University of Chicago Press, Chicago 1954.